# Gunnel Fred
Gunnel Fred (* 29. August 1955 in Årsta) ist eine schwedische Theater- und Filmschauspielerin.

## Leben und Wirken
Gunnel Fred absolvierte von 1979 bis 1982 eine Ausbildung an der Schwedischen Nationalen Akademie für Pantomime und Schauspielerei (Scenskolan) in Stockholm. 1981 war sie als Praktikantin in der Rolle einer der Strohhüte in Bertolt Brechts Die heilige Johanna der Schlachthöfe am Dramaten zu sehen. Nach ihrem Abschluss trat sie ein Engagement am Stockholmer Stadttheater an und war unter anderem am Schlosstheater Drottningholm, Boulevardtheater und Reichstheater zu sehen.
Neben Theaterrollen spielt sie auch für Film und Fernsehen. Fred gehört heute zum festen Ensemble des Dramaten.

## Filmographie (Auswahl)
- 1988: Ausgetrickst (Strul)
- 1991: Unterirdisches Geheimnis (Underjordens hemlighet)
- 1996: Private Confessions
- 1997: Dabei: Ein Clown
- 2003: Details
- 2003: Sarabande
- 2008: Verdict Revised – Unschuldig verurteilt (Oskyldigt dömd)
- 2010: Sebastian Bergman
- 2013: Faro
- 2017: Gåsmamman (Fernsehserie, 8 Folgen)
- 2018: Dansa först
- 2019: Midsommar
- 2021: En hederlig jul med Knyckertz (Fernsehserie, 18 Folgen)
- 2022: Diorama
- 2023: Knyckertz & snutjakten